# Карканьи
Карканьи́ (фр. Carcagny) — коммуна во Франции, в регионе Нижняя Нормандия. Департамент коммуны — Кальвадос. Входит в состав кантона Тийи-сюр-Сёль. Округ коммуны — Кан.
Код INSEE коммуны — 14135.

## Население
Население коммуны на 2010 год составляло 302 человека.
| 1962 | 1968 | 1975 | 1982 | 1990 | 1999 | 2010 |
| ---- | ---- | ---- | ---- | ---- | ---- | ---- |
| 195  | 192  | 211  | 242  | 250  | 276  | 302  |

## Экономика
В 2010 году среди 201 человека трудоспособного возраста (15—64 лет) 158 были экономически активными, 43 — неактивными (показатель активности — 78,6 %, в 1999 году было 69,0 %). Из 158 активных жителей работали 140 человек (74 мужчины и 66 женщин), безработных было 18 (11 мужчин и 7 женщин). Среди 43 неактивных 17 человек были учениками или студентами, 17 — пенсионерами, 9 были неактивными по другим причинам.